# Parul Dalsukhbhai Parmar
Parul Dalsukhbhai Parmar (* 20. März 1973 in Gandhinagar, Gujarat) ist eine indische Parabadmintonspielerin. Sie ist sechsfache Weltmeisterin und zweimalige Siegerin der Asienspiele und IWAS World Games.

## Karriere
Im Alter von drei Jahren wurde bei Parmar Poliomyelitis diagnostiziert und wenige Monate später zog sie sich einen langsam verheilenden Bruch am rechten Bein und Schlüsselbein zu. Durch ihren Vater fing sie an im Verein Badminton zu spielen, wo ein Trainer ihr Potential erkannte und sie ermutigte an Parabadminton-Wettkämpfen teilzunehmen. Neben mehreren nationalen Titeln erspielte Parmar im ersten Jahrzehnt des 21. Jahrhunderts Medaillen bei internationalen Wettkämpfen in Israel, Taiwan, Malaysia, China und Deutschland. Ihren Durchbruch konnte die Athletin, die in der Klasse BMSTL3 antrat, 2007 erzielen, als sie bei der Parabadminton-Weltmeisterschaft in Bangkok im Damendoppel an der Seite von Charanjeet Kaur und im Dameneinzel in drei Sätzen gegen die Thailänderin Yodpha Sudsaifon siegte. Im Jahr 2009 wurde ihr für ihre Leistungen der Arjuna Award von der indischen Präsidentin Pratibha Patil verliehen. Im folgenden Jahr stand die Inderin bei den asiatischen Para-Spielen 2010 auf dem Podium. Nach der Umstrukturierung der Klassifizierungen triumphierte Parmar bei der Weltmeisterschaft 2013 in Dortmund im Dameneinzel in der Klasse SL4 gegen Helle Sofie Sagøy und wurde Dritte im Mixed und Damendoppel. Bei den Para-Asienspielen 2014 zog sie mit Raj Kumar im Gemischten Doppel in der Klasse SL3-SU5 ins Endspiel ein und gewann im Dameneinzel.
2015 erspielte Parmar bei den internationalen Para-Meisterschaften von Spanien zwei Silbermedaillen, gewann in Indonesien und wurde mit Kumar Weltmeisterin im Mixed und Vizemeisterin im Damendoppel an der Seite von Manasi Girishchandra Joshi. Bei den Thailand Para-Badminton International 2017 siegte sie in der Individualdisziplin, wurde mit der Japanerin Akiko Sugino Zweite und erreichte auch bei den internationalen japanischen Meisterschaften einen ersten und einen dritten Platz. Außerdem gewann Parmar im Doppel und Einzel bei der Parabadminton-Weltmeisterschaft 2017 jeweils die Goldmedaille. Im nächsten Jahr triumphierte sie erneut bei den Thailand Para-International 2018 und verteidigte ihren Titel bei den Para-Asienspielen 2018. 2019 gewann Parmar internationale Titel in Dänemark, Thailand, Irland, Canada, Uganda, der Türkei und den Vereinigten Arabischen Emiraten. Bei der Weltmeisterschaft 2019 in Basel unterlag sie im Endspiel gegen ihre Landsfrau und ehemalige Doppelpartnerin Joshi während sie bei den IWAS World Games zwei Siege und einen zweiten Platz erspielte. 2020 erreichte Parmar zwei internationale Finalspiele und siegte bei der nationalen indischen Para-Meisterschaft. Im Folgejahr zog die Erste der Weltrangliste in der Klasse SL3 bei den Uganda Para-International 2021 in zwei Endspiele ein und qualifizierte sich mit 48 Jahren für den 2021 erstmals ausgetragenen Badmintonwettbewerb bei den Paralympischen Spielen in Tokio, wo sie jedoch in der Gruppenphase scheiterte.